# Aspøy-Schule

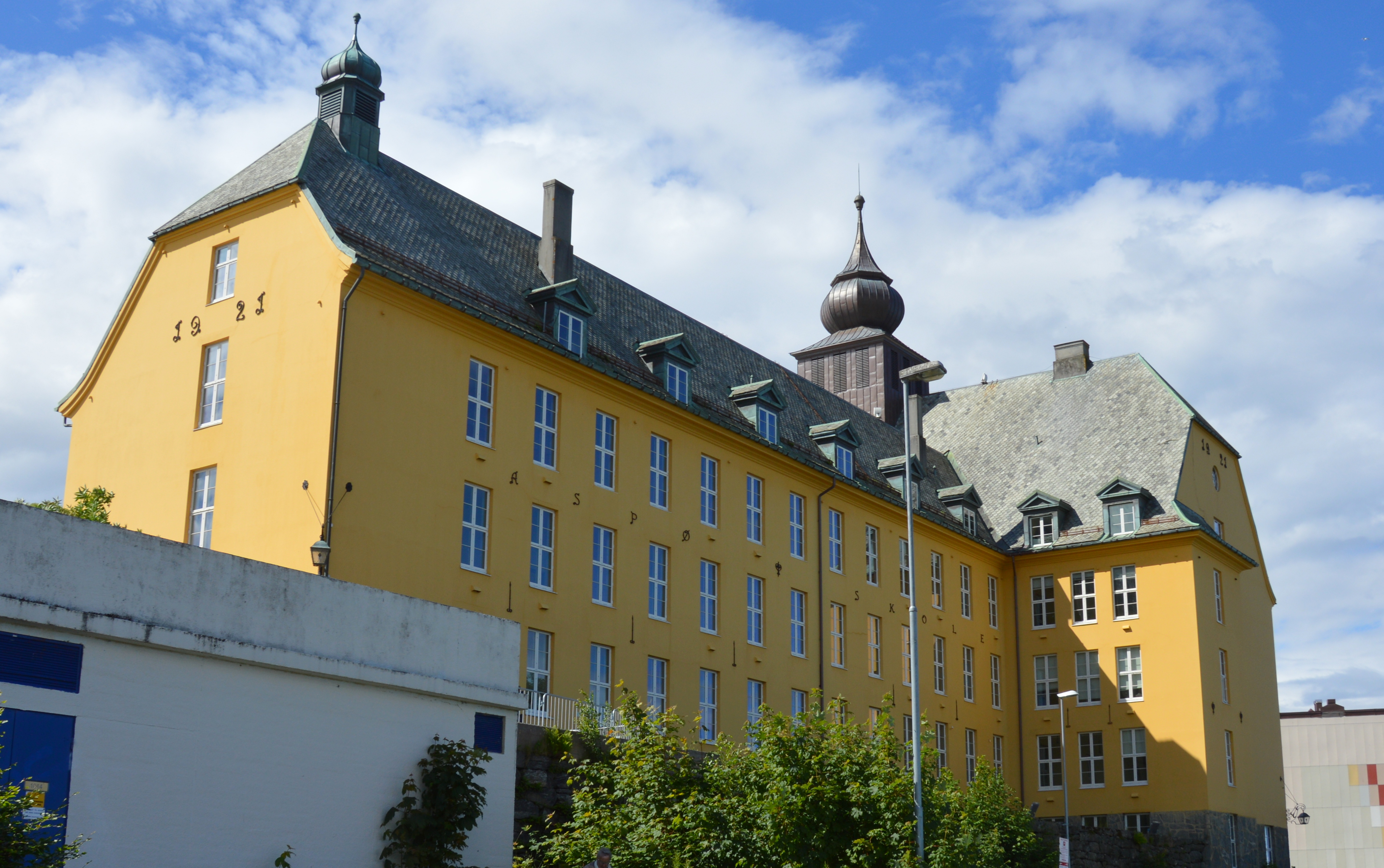
Aspøy-Schule

Die Aspøy-Schule ist eine Grundschule in der norwegischen Stadt Ålesund. Das Schulgebäude steht unter Denkmalschutz und liegt auf einem Hügel in der Innenstadt von Ålesund an der Adresse Aspegata 14 auf der Insel Aspøy.

## Architektur und Geschichte
Der Bau der Schule erfolgte von 1919 bis 1922 nach Plänen des Architekturbüros Morgenstierne & Eide im Stil des Neobarock und kostete insgesamt 2.272.742 Norwegische Kronen. Es entstanden 31 Klassenräume und auch Räumlichkeiten für den Schularzt, den Zahnarzt und die Schulküche. Im Keller richtete man ein Schwimmbecken ein. Die verschiedenen Gebäudeflügel gruppieren sich um einen Innenhof. Der Hauptflügel verfügt über drei Voll- und zwei Dachgeschosse. Bedeckt wird der Bau von einem mit Schiefer gedecktem Krüppelwalmdach. Die Seitenflügel sind niedriger. An der Nordwestecke der Anlage befindet sich ein als Dachreiter ausgeführter Turm. 
Die Einweihung fand am 22. November 1922 statt. Später wurden noch weitere Anbauten hinzugefügt, so dass der Schulhof heute nach allen Seiten abgeschlossen ist.
Während des Zweiten Weltkriegs wurde die Schule von Bomben getroffen. Hierbei wurde der Turm und das oberste Geschoss zerstört. Darüber hinaus waren weitere Beschädigungen entstanden. Es erfolgte eine notdürftige Reparatur, so dass der Schulbetrieb fortgeführt werden konnte. Ab Mai 1942 wurde die Schule dann jedoch von den deutschen Besatzungsbehörden als Lager und Unterkunft genutzt. 1945 erlitt die Anlage erneut Bombentreffer, wobei die Schäden jedoch eher gering blieben. Im Jahr 1951 waren die kriegsbedingten Schäden dann vollständig beseitigt.

## Bildung
In der Schule werden etwa 180 Kinder in den ersten sieben Klassenstufen unterrichtet. Ein wichtiger Schwerpunkt der Schule ist die Unterrichtung von Kindern, deren Muttersprache nicht Norwegisch ist. Auf Voll- und Teilzeitstellen sind in der Schule 40 Personen tätig. (Stand 2017)